# Andrea Lehner-Hartmann
Andrea Lehner-Hartmann (* 1961 in Wiener Neustadt) ist eine österreichische römisch-katholische Theologin, Religionspädagogin und Hochschullehrerin.

## Leben
Lehner-Hartmann studierte von 1980 bis 1986 katholische Fachtheologie und selbständige Religionspädagogik in Wien und Freiburg im Breisgau. Von 1991 bis 1994 machte sie eine Ausbildung in Integrativer Supervision und graduierte am FPI/EAG Düsseldorf, seit 1994 ist sie freiberuflich tätig. Von 1993 bis 1998 war sie halbbeschäftigt als Vertragsassistentin am Institut für Religionspädagogik und Katechetik der Universität Wien. Von 1998 bis 2007 war sie vollbeschäftigt als Universitätsassistentin am Institut für Religionspädagogik. Von 2000 bis 2003 war sie Vorsitzende des Österreichischen Instituts für Jugendforschung. Nach der Promotion 2001 (ausgezeichnet mit dem Leopold Kunschak-Preis und dem Bank Austria Preis zur Förderung innovativer Forschungsprojekte) war sie von 2007 bis 2013 Assistenzprofessorin. Nach der Habilitation 2013 in Religionspädagogik und Katechetik lehrt sie seit September 2015 als Universitätsprofessorin für Religionspädagogik und Katechetik am Institut für Praktische Theologie der Katholisch-Theologischen Fakultät der Universität Wien. Von Mai 2018 bis Oktober 2022 war sie Stellvertreterin des Leiters des Zentrums für LehrerInnenbildung. Seit Oktober 2022 ist sie Dekanin der Katholisch-Theologischen Fakultät der Universität Wien.

## Forschung
Andrea Lehner-Hartmann beschäftigte sich früh mit theologischen wie religionspädagogischen Themen, welche nicht dem Mainstream zuzuordnen sind. Insbesondere legt sie in ihrer Forschung Wert auf eine Perspektive benachteiligter Personen. Dies erarbeitete sie erstmals ausführlich in ihrer Dissertation zum Thema „Wider das Schweigen und Vergessen. Gewalt in der Familie. Sozialwissenschaftliche Erkenntnisse und praktisch-theologische Reflexionen zu Gewaltvorkommen in Familien“, in der sie sich dem Phänomen von Gewalt in Familien widmete. Sie denkt Theologie und Religionspädagogik „von deren Rändern her und ermutigt dazu, etablierte Selbstverständnisse kritisch anzufragen“.

## Publikationen

### Monographien
- Wider das Schweigen und Vergessen. Gewalt in der Familie, sozialwissenschaftliche Erkenntnisse und praktisch-theologische Reflexionen. Tyrolia, Innsbruck 2002.
- Religiöses Lernen. Subjektive Theorien von ReligionslehrerInnen (= Praktische Theologie heute. Band 133). Kohlhammer, Stuttgart 2014.

### Herausgeberschaften
- mit Karin Peter, Helena Stockinger (2022): Religion betrifft Schule. Religiöse Pluralität gestalten, Stuttgart: Kohlhammer.
- mit Viera Pirker (2021): Religiöse Bildung – Perspektiven für die Zukunft. Interdisziplinäre Impulse für Religionspädagogik und Theologie. Ostfildern: Matthias-Grünewald Verlag.
- mit Thomas Krobath, Karin Peter, Martin Jäggle (2018): Inklusion in/durch Bildung? Religionspädagogische Zugänge. Göttingen: V&R unipress; Vienna University Press.
- mit Thomas Krobath, Regina Polak (2013): Anerkennung in religiösen Bildungsprozessen. Interdisziplinäre Perspektiven (= Wiener Forum für Theologie und Religionswissenschaft, Bd. 8), Göttingen: V&R unipress; Vienna University Press.

### Beiträge in Sammelbänden
- The Question of Truth within the Context of (Religious) Plurality: A Challenge for Religious Education, in: Marko, Joseph/Lakitsch, Maximilian/Weirer, Wolfgang/Winter, Franz/Wonisch, Kerstin (ed.): Religious Diversity, State, and Law. National, Transnational and International Challenges, Leiden 2023, 289-307
- (2022): Genderfragen: Ökumenische Spurensuche auf dem Weg in die Zukunft, in: Simojoki, Henrik/Yauheniya, Danilovich et al. (Hg.): Religionsunterricht im Horizont der Orthodoxie. Weiterführungen einer ökumenischen Religionsdidaktik, Freiburg im Breisgau: Herder, S. 239–254.
- (2022): Gender/Gendergerechtigkeit, in: Simojoki, Henrik/Rothgangel, Martin/Körtner, Ulrich H.J. (Hg.): Ethische Kernthemen. Lebensweltlich – theologisch-ethisch – didaktisch, Neuausgabe: 3., komplett neu erarbeitete Auflage, Theologie für Lehrerinnen und Lehrer (TLL) Band 4, Göttingen: Vandenhoeck & Ruprecht, S. 166–176.
- (2021): Schulen im Fokus: Safe space oder Orte der Angst?, in: Prüller-Jagenteufel, Gunter/Treitler, Wolfgang (Hg.): Verbrechen und Verantwortung. Sexueller Missbrauch von Minderjährigen in kirchlichen Einrichtungen, Freiburg: Herder, S. 193–210.
- (2021): Wahrheit und Freiheit, Endlichkeit und Transzendenz – die großen Themen religiöser Bildung, in: Helbling, Dominik/Riegel, Ulrich (Hg.): Wirksamer Religions(kunde)unterricht, Baltmannsweiler: Schneider Verlag Hohengehren, S. 158–168.
- mit Florian Mayrhofer (2021): Zusammen lernt man weniger allein. Lehrplansynopse und Praxisbausteine für den dialogisch-konfessionellen Religionsunterricht, in: Tuna, Mehmet Hilmi/Juen, Maria (Hg.): Praxis für die Zukunft. Erfahrungen. Beispiele und Modelle kooperativen Religionsunterrichts, Kohlhammer: Stuttgart, S. 123–147.
- (2021): Schülerinnen und Schüler in ihrer Identitätsarbeit, in: Kropac, Ulrich/Riegel, Ulrich (Hg.): Handbuch Religionsdidaktik, Stuttgart: Kohlhammer, S. 120–126.
- (2020): Emanzipation – religionspädagogische Leitidee oder überholtes Ideal?, in: Gärtner, Claudia/Herbst, Jan-Hendrik (Hg.): Kritisch-emanzipatorische Religionspädagogik: Diskurse zwischen Theologie, Pädagogik und Politischer Bildung, Wiesbaden: Springer, S. 139–162.
- (2020): Wie konfessionell kann/soll ein Religionsunterricht sein?, in: Sejdini, Zekirija/Kraml, Martina (Hg.): Interreligiöse Bildung zwischen Kontingenzbewusstsein und Wahrheitsansprüchen, Stuttgart: Kohlhammer, S. 27–42.
- (2020): Gelebte Religionsfreiheit in einem säkularen Staat. Was kann und hat (religiöse) Bildung zu leisten?, in: Gmainer-Pranzl, Franz/Kraus, Elisabeth/Ladstätter, Markus (Hg.): „... mit Klugheit und Liebe“ (Nostrae aetate 2) Dokumentation der Tagungen zur Förderung des interreligiösen Dialogs II 2016–2018 (St. Virgil, Salzburg), Linz: Wagner Verlag, S. 55–74.
- mit Sonja Danner, Martin Jäggle, Viera Pirker, Martin Rothgangel (2020): „... kurz in Mauthausen ...“? Holocaust und Erinnerungslernen im Religionsunterricht in Österreich, in: Forschungsgruppe REMEMBER: Erinnerung an den Holocaust im Religionsunterricht. Empirische Einblicke und didaktische Impulse, Religionspädagogik innovativ Band 35, Stuttgart: Kohlhammer, S. 79–101.
- (2019): Katholische Minoritätskonstellationen und ihre Herausforderungen, in: Schambeck, Mirjam/Simojoki, Henrik/Stogiannidis, Athanasios (Hg.): Auf dem Weg zu einer ökumenischen Religionsdidaktik. Grundlegungen im europäischen Kontext. Freiburg – Basel – Wien: Herder, S. 43–58.
- (2019): Welchen Beitrag kann religiöse Bildung in einer pluralen Gesellschaft leisten?, in: Dippelreiter, Maria/Dippelreiter, Michael (Hg.): Religions- und/oder Ethikunterricht. Positionen – Befunde – Entscheidungshilfen. Klagenfurt: Wieser, S. 163–173.
- mit Viera Pirker (2018): “Living with and Learning from Refugees”: Schools in Vienna Dealing with Global Challenges, in: Kury, Helmut/Redo, Slawomir (Hg.): Refugees and Migrants in Law and Policy. Cham: Springer International Publishing, 235–260; doi:10.1007/978-3-319-72159-0_10
- mit Viera Pirker (2018): Geflüchtete Jugendliche verändern Schule: Alltagserfahrungen von ReligionslehrerInnen, in: Reese-Schnitker, Annegret/Bertram, Daniel/Franzmann, Marcel (Hg.): Migration, Flucht und Vertreibung. Chancen und Herausforderungen für den Religionsunterricht (= Religionspädagogik innovativ Band 23). Stuttgart: Kohlhammer, S. 187–206.
- (2017): Das Starke und Große im Schwachen, in: Garske, Volker/Nauerth, Thomas/Niermann, Anja (Hg.): Vom Können erzählen. Ein Lesebuch zum Frieden, Berlin: Lit-Verlag, S. 118–119.
- mit Ana Thea Filipovic (2016): Reflections on Theories of (Catholic) Education from the Perspective of Practical Theology, in: Wolfteich, Claire E./Dillen, Annemie (Hg.): Catholic approaches in Practical Theology. International and Interdisciplinary Perspectives, Leuven: Peeters, S. 185–206.

### Zeitschriftenartikel
- mit Monika Oebelsberger (2022): Music and Religion/Musik und Religion: Collaborative Subject Didactics as a Challenge and Opportunity/Kooperative Fachdidaktik als Herausforderung und Chance, in: Edu:TransVersal 01/2022, S. 14–35.
- (2022): Theologisieren mit Kindern. Nur etwas für Theolog*innen?, in: DENK:ZEICHEN - Wissenschaftlicher Blog für Kinder- und Jugendpastoral. URL: https://www.denkzeichen.at/site/home/beitraege/article/27.html
- mit Martin Rothgangel (2021): Narrative 2030 – Denken in die religionspädagogische Zukunft, in: Theo-Web. Zeitschrift für Religionspädagogik 20(2021), H. 2, S. 131–145.
- mit Martina Rothgangel (Hg.) (2021): Religionsdidaktik im Kontext von Fachdidaktiken, Österreichisches Religionspädagogisches Forum 29(1).
- mit Monika Oebelsberger (2021): Musik- und Religionspädagogik im Dialog. Hochschuldidaktische Überlegungen zur Entwicklung fächerübergreifenden/verbindenden Unterrichtens, in: Religionsdidaktik im Kontext von Fachdidaktiken, Österreichisches Religionspädagogisches Forum 29(1), S. 142–159. (DOI:10.25364/10.29:2021.1.9.)
- (2020): Maria Legat: „Die Mutter, die Schuld“, in: Katechetische Blätter Heft 4/2020, Band Nr. 145, S. 300–304.
- (2020): Religionsunterricht ökumenisch orientiert. Konkrete Modelle – Erfahrungen Entwicklungspotenziale, in: Una Sancta: Zeitschrift für ökumenische Begegnung Nr. 1/2020, S. 46–55.
- Andrea Lehner-Hartmann, Viera Pirker (2020): Die Bedeutung von Religion in der Arbeit mit geflüchteten SchülerInnen, Österreichisches Religionspädagogisches Forum, 26(1), S. 49–60.
- mit Eva Vetter (Hg.) (2020): Mentoring, in: SchulVerwaltung aktuell. Fachzeitschrift für Schulentwicklung und Schulmanagement, 8. Jg., Heft 5/2020.
- Andrea Lehner-Hartmann (2019): Gender – eine Zentralkategorie für ein gerechtes Zusammenleben?, in: Keryks: Religious-Pedagogical Forum 14–16, S. 23–43.